# بيتر لورد
بيتر لورد (بالإنجليزية: Peter Lord)‏ هو منتج أفلام وكاتب سيناريو ورسام رسوم متحركة ومخرج بريطاني، ولد في 11 أبريل 1953 في برستل في المملكة المتحدة.

## وصلات خارجية
- بيتر لورد على موقع IMDb (الإنجليزية)
- بيتر لورد على موقع ألو سيني (الفرنسية)
- بيتر لورد على موقع أول موفي (الإنجليزية)
- بيتر لورد على موقع بوكس أوفيس موجو (الإنجليزية)
- بيتر لورد على موقع قاعدة بيانات الأفلام السويدية (السويدية)
- بيتر لورد على موقع قاعدة بيانات الفيلم (الإنجليزية)
- بيتر لورد على موقع كينوبويسك (الروسية)